# Jean Pierre Reguerraz
Jean Pierre Reguerraz (Buenos Aires, 1939 – 2 de noviembre de 2007) fue un actor de teatro y cine argentino. Destacó por su profunda voz de bajo. Hijo de padres franceses, estudió actuación en Europa antes de regresar a Argentina en 1960 para interpretar diversos papeles teatrales. Actuó en el Teatro Payro en obras como Marathon, Rayuela o Ivanov.
Apareció en 35 películas, la mayoría como actor de reparto, entre las que se encuentran las aclamadas El armario en 2001 y Derecho de familia (2006), en la que interpreta al "Tío Eduardo". El crítico Ty Burr del The Boston Globe escribió que Derecho de familia ""recibe un impulso" con la interpretación de Reguerraz. Otras películas en las que ha aparecido son El amor y la ciudad (2006), Garage Olimpo (1999) como "Juan Carlos". Su última película fue en Luisa, rodada a mediados de 2007.
Reguerraz murió a los 68 años después de una larga enfermedad.

## Filmografía
- XXY (2006)
- Derecho de familia (2006), como "Tío Eduardo"
- Las manos (2006), "Spagnuolo"
- Chicha tu madre (2006)
- La vida por Perón (2005)
- El armario (2001)
- Qué absurdo es haber crecido (2000), como "Dr. Castembacher"
- Eva Perón  (1996) as "Mr. Menendez"
- De amor y de sombras (Of Love and Shadows) (1994), como el cardenal
- De eso no se habla (1994), como "Mr. Poussineau"
- Hostage (1992)
- El lado oscuro del corazón (1992) como "Gustavo"
- Vivir mata (1991), como el jefe judío de la banda
- Yo, la peor de todas (1990)
- Camila  (1984)